# Liste der Brücken über die Schüss
Die Liste der Brücken über die Schüss nennt die Schüss (frz. La Suze) querende Brücken von der Quelle zuoberst im Vallon de Saint-Imier bis zur Mündung in den Bielersee bei Biel/Bienne, wo die Madretschschüss direkt in die Zihl fliesst.

## Brückenliste
204 Übergänge überspannen den Fluss: 113 Strassen- und Feldwegbrücken, 62 Fussgänger- und Velobrücken, 10 Eisenbahnbrücken, acht Wehrstege, vier Gebäude-«Brücken», vier Rohrträgerbrücken, zwei Förderbandübergänge und eine Aquäduktbrücke.

### Vallon de Saint-Imier
85 Übergänge überqueren den Fluss im Sankt-Immer-Tal.
| Bild | Name                         | Ort               | Lage | Funktion                                                                    | Konstruktion             | Material    | Länge in m | Höhe m ü. M. | Bemerkungen |
| ---- | ---------------------------- | ----------------- | ---- | --------------------------------------------------------------------------- | ------------------------ | ----------- | ---------- | ------------ | --- |
|      | Unbenannter Übergang         | Renan             |      | Feldwegbrücke                                                               | Bachdurchlass            | Beton       | 4          | 963          | |
|      | Unbenannter Übergang         | Renan             |      | Feldwegbrücke                                                               | Bachdurchlass            | Beton       | 4          | 962          | |
|      | Unbenannter Übergang         | Renan             |      | Feldwegbrücke                                                               | Bachdurchlass            | Beton       | 4          | 958          | |
|      | Unbenannter Übergang         | Renan             |      | Feldwegbrücke                                                               | Bachdurchlass            | Beton       | 4          | 950          | |
|      | Unbenannter Übergang         | Renan             |      | Feldwegbrücke                                                               | Bachdurchlass            | Beton       | 4          | 942          | |
|      | Unbenannter Übergang         | Renan             |      | Feldwegbrücke                                                               | Bachdurchlass            | Beton       | 4          | 939          | |
|      | Unbenannter Übergang         | Renan             |      | Feldwegbrücke                                                               | Bachdurchlass            | Beton       | 4          | 938          | |
|      | Envers des Convers-Übergang  | Renan             |      | Strassenbrücke (einspurig)                                                  | Bachdurchlass            | Beton       | 4          | 931          | Fahrverbot für Motorwagen und Motorräder: Anwohner gestattet Reduzierter Winterdienst Höchstgeschwindigkeit 60 km/h Wanderweg                                                                                           |
|      | Unbenannter Übergang         | Renan             |      | Feldwegbrücke                                                               | Bachdurchlass            | Beton       | 4          | 918          | |
|      | Unbenannter Übergang         | Renan             |      | Feldwegbrücke                                                               | Bachdurchlass            | Beton       | 4          | 913          | |
|      | Unbenannter Übergang         | Renan             |      | Feldwegbrücke                                                               | Bachdurchlass            | Beton       | 4          | 907          | |
|      | Unbenannter Übergang         | Renan             |      | Strassenbrücke (zweispurig)                                                 | Bachdurchlass            | Beton       | 4          | 894          | Fahrverbot für Motorwagen und Motorräder: Anwohner gestattet Schleudergefahr bei vereister Fahrbahn Höchstgeschwindigkeit 60 km/h                                                                                       |
|      | Unbenannter Übergang         | Renan             |      | Feldwegbrücke                                                               | Bachdurchlass            | Beton       | 4          | 892          | |
|      | Unbenannter Übergang         | Renan             |      | Feldwegbrücke                                                               | Bachdurchlass            | Beton       | 4          | 888          | |
|      | Unbenannte Brücke            | Renan             |      | Strassenbrücke (einspurig)                                                  | Balkenbrücke             | Beton       | 6          | 882          | Fahrverbot für Motorwagen und Motorräder: Anwohner gestattet Reduzierter Winterdienst Höchstgeschwindigkeit 60 km/h |
|      | Unbenannter Übergang         | Renan             |      | Feldwegbrücke                                                               | Bachdurchlass            | Beton       | 4          | 875          | |
|      | Unbenannter Übergang         | Renan             |      | Strassenbrücke (einspurig)                                                  | Bachdurchlass            | Beton       | 4          | 874          | Fahrverbot für Motorwagen und Motorräder: Anwohner gestattet Reduzierter Winterdienst Höchstgeschwindigkeit 60 km/h |
|      | Le Plan-Brücke               | Renan             |      | Strassenbrücke (einspurig)                                                  | Balkenbrücke             | Beton       | 8          | 862          | Fahrverbot für Motorwagen und Motorräder: Anwohner gestattet Reduzierter Winterdienst Höchstgeschwindigkeit 60 km/h |
|      | L'Auge-du-Bois-Brücke        | Renan             |      | Strassenbrücke (zweispurig)                                                 | Bogenbrücke              | Stein       | 8          | 845          | Regional schützenswertes Bauwerk Mountainbike-Route 843 Erguël Bike (St‑Imier–St‑Imier) Wanderweg |
|      | Sur l'Eau-Brücke             | Sonvilier         |      | Strassenbrücke (zweispurig)                                                 | Bogenbrücke              | Stein       | 10         | 820          | Höchstgeschwindigkeit 50 km/h |
|      | Unbenannter Übergang         | Sonvilier         |      | Strassenbrücke (zweispurig)                                                 | Bachdurchlass            | Beton       | 4          | 803          | Höchstgeschwindigkeit 50 km/h |
|      | Rue du Nouveau Pont-Brücke   | Sonvilier         |      | Strassenbrücke (zweispurig) mit Trottoirs                                   | Balkenbrücke             | Beton       | 7          | 802          | Höchstgeschwindigkeit 50 km/h |
|      | Route du Stand-Brücke        | Sonvilier         |      | Strassenbrücke (zweispurig)                                                 | Bogenbrücke              | Stein       | 7          | 800          | Regional schützenswertes Bauwerk Höchstgeschwindigkeit 50 km/h |
|      | La Ruette-Brücke             | Sonvilier         |      | Strassenbrücke (zweispurig) mit Trottoir                                    | Bogenbrücke              | Stein       | 7          | 799          | Regional schützenswertes Bauwerk Höchstgeschwindigkeit 50 km/h Wanderland-Route 2 Trans Swiss Trail (Etappe 5 St-Imier–Chézard-St-Martin)                                                                               |
|      | Unbenannte Brücke            | Sonvilier         |      | Strassenbrücke                                                              | Bogenbrücke              | Stein       | 5          | 798          | Vorplatz des Gebäudes Route des Sauges 2. |
|      | Unbenannter Steg             | Sonvilier         |      | Fussgängerbrücke mit Holztor                                                | Balkenbrücke             | Holz        | 5          | 797          | |
|      | Unbenannte Brücke            | Sonvilier         |      | Feldwegbrücke                                                               | Bogenbrücke Balkenbrücke | Stein Beton | 6          | 796          | |
|      | Unbenannte Brücke            | Sonvilier         |      | Feldwegbrücke                                                               | Balkenbrücke             | Beton       | 10         | 791          | |
|      | Unbenannte Brücke            | Sonvilier         |      | Feldwegbrücke                                                               | Balkenbrücke             | Beton       | 4          | 788          | |
|      | Route des Sauges-Brücke      | Sonvilier         |      | Strassenbrücke (zweispurig)                                                 | Balkenbrücke             | Stahl       | 6          | 786          | Höchstgeschwindigkeit 30 km/h Wanderland-Route 425 Chemin de la Combe Grède (St‑Imier–Pré aux Auges–Sonvilier) |
|      | Unbenannte Brücke            | Sonvilier         |      | Feldwegbrücke                                                               | Balkenbrücke             | Beton       | 7          | 785          | Zufahrt zum Schopf des Gebäudes Route des Sauges 133. |
|      | Unbenannte Brücke            | Sonvilier         |      | Strassenbrücke (einspurig)                                                  | Balkenbrücke             | Beton       | 7          | 782          | Zufahrt zu den Gebäuden Route des Sauges 133 und 135a. |
|      | Unbenannte Brücke            | Sonvilier         |      | Strassenbrücke (einspurig)                                                  | Bogenbrücke              | Stein       | 6          | 777          | |
|      | Unbenannte Brücke            | St-Imier          |      | Feldwegbrücke                                                               | Balkenbrücke             | Beton       | 4          | 767          | |
|      | Unbenannte Brücke            | St-Imier          |      | Strassenbrücke (einspurig)                                                  | Balkenbrücke             | Beton       | 4          | 766          | |
|      | Sur le Pont-Brücke           | St-Imier          |      | Strassenbrücke (einspurig) mit Velostreifenmarkierung                       | Balkenbrücke             | Beton       | 9          | 765          | Dem Gegenverkehr Vortritt lassen (Fahrtrichtung Parkplatz) |
|      | Sur le Pont-Brücke           | St-Imier          |      | Strassenbrücke (zweispurig) mit Trottoir                                    | Balkenbrücke             | Beton       | 7          | 764          | |
|      | Unbenannter Steg             | St-Imier          |      | Fussgängerbrücke                                                            | Balkenbrücke             | Stahl       | 7          | 764          | |
|      | Rue de Châtillon-Brücke      | St-Imier          |      | Strassenbrücke (zweispurig) mit Trottoirs                                   | Balkenbrücke             | Beton       | 45         | 759          | Höchstgeschwindigkeit 50 km/h Mountainbike-Route 843 Erguël Bike (St‑Imier–St‑Imier) |
|      | Unbenannte Brücke            | St-Imier          |      | Strassenplatz                                                               | Tunnel                   | Beton       | 4          | 758          | Zufahrt zur Uhrenfabrik Longines. |
|      | Longines-Steg                | St-Imier          |      | Fussgängerbrücke                                                            | Balkenbrücke             | Holz        | 9          | 754          | Wanderland-Route 38 ViaBerna (Etappe 3 St-Imier–Combe Grède–Chasseral–Nods) und Route 425 Chemin de la Combe Grède (St‑Imier–Pré aux Auges–Sonvilier)                                                                   |
|      | Unbenannte Brücke            | St-Imier          |      | Feldwegbrücke                                                               | Balkenbrücke             | Beton       | 5          | 752          | |
|      | Unbenannte Brücke            | Villeret          |      | Feldwegbrücke                                                               | Balkenbrücke             | Stahl Beton | 5          | 742          | |
|      | Unbenannte Brücke            | Villeret          |      | Strassenbrücke (einspurig)                                                  | Balkenbrücke             | Beton       | 7          | 741          | Einbahnstrasse (Fahrtrichtung von der Hauptstrasse) Einfahrt verboten (Fahrtrichtung zur Hauptstrasse) Höchstgeschwindigkeit 50 km/h Höchstgewicht 10 t                                                                 |
|      | Rue Principale-Brücke        | Villeret          |      | Strassenbrücke (zweispurig) mit Trottoirs                                   | Tunnel                   | Beton       | 6          | 741          | Höchstgeschwindigkeit 50 km/h PostAuto-Buslinie 156 (La Chaux-de-Fonds–Sonceboz-Sombeval (Mobinight)) |
|      | Unbenannter Steg             | Villeret          |      | Fussgängerbrücke                                                            | Balkenbrücke             | Beton       | 8          | 739          | Wanderweg |
|      | Unbenannter Steg             | Villeret          |      | Fussgängerbrücke                                                            | Balkenbrücke             | Beton       | 6          | 739          | |
|      | Rue de la Gare-Brücke        | Villeret          |      | Strassenbrücke (zweispurig)                                                 | Balkenbrücke             | Beton       | 8          | 739          | Sackgasse Höchstgeschwindigkeit 50 km/h |
|      | Unbenannter Steg             | Villeret          |      | Fussgängerbrücke mit abschliessbarem Tor                                    | Balkenbrücke             | Stahl       | 5          | 738          | Privater Zugang zum Gebäude Rue de la Vignette 9. |
|      | Rue de la Vignette-Brücke    | Villeret          |      | Strassenbrücke (zweispurig)                                                 | Balkenbrücke             | Beton       | 8          | 737          | Höchstgeschwindigkeit 50 km/h |
|      | Unbenannte Brücke            | Villeret          |      | Feldwegbrücke                                                               | Balkenbrücke             | Stahl Beton | 8          | 736          | |
|      | Unbenannte Brücke            | Villeret          |      | Strassenbrücke (zweispurig)                                                 | Balkenbrücke             | Beton       | 8          | 735          | Hydrologische Messstation A022 des Amts für Wasser und Abfall des Kantons Bern befindet sich bei der Brücke. |
|      | Rue Principale-Übergang      | Villeret          |      | Strassenbrücke (zweispurig)                                                 | Tunnel                   | Beton       | 6          | 730          | Höchstgeschwindigkeit 80 km/h Postauto-Buslinie 156 (La Chaux-de-Fonds–Sonceboz-Sombeval (Mobinight)) |
|      | Unbenannter Steg             | Villeret          |      | Fussgängerbrücke                                                            | Balkenbrücke             | Beton       | 24         | 723          | Übergang ist nicht behindertengerecht (Treppe). |
|      | Unbenannte Brücke            | Cormoret          |      | Feldwegbrücke                                                               | Balkenbrücke             | Beton       | 6          | 720          | |
|      | Chemin des Bains-Brücke      | Cormoret          |      | Strassenbrücke (zweispurig)                                                 | Balkenbrücke             | Stahl Beton | 7          | 715          | |
|      | Unbenannter Steg             | Cormoret          |      | Fussgängerbrücke                                                            | Bogenbrücke              | Stahl       | 10         | 709          | |
|      | SBB-Brücke                   | Cormoret          |      | Eisenbahnbrücke (eingleisig)                                                | Balkenbrücke             | Beton       | 20         | 708          | Höchstgeschwindigkeit 110 km/h Bahnstrecke Biel/Bienne–La Chaux-de-Fonds |
|      | Unbenannte Brücke            | Cormoret          |      | Strassenbrücke (zweispurig)                                                 | Balkenbrücke             | Beton       | 14         | 708          | Wanderweg |
|      | Passage des Petits-Pont-Steg | Cormoret          |      | Fussgängerbrücke                                                            | Balkenbrücke             | Beton       | 10         | 706          | |
|      | Route Principale-Brücke      | Cormoret          |      | Strassenbrücke (zweispurig) mit Trottoirs                                   | Balkenbrücke             | Beton       | 20         | 705          | Höchstgeschwindigkeit 80 km/h PostAuto-Buslinie 156 (La Chaux-de-Fonds–Sonceboz-Sombeval (Mobinight)) |
|      | Unbenannter Steg             | Courtelary        |      | Fussgängerbrücke                                                            | Balkenbrücke             | Stahl       | 8          | 700          | |
|      | Les Lilas-Brücke             | Courtelary        |      | Strassenbrücke (zweispurig) mit Rohrleitung an der Brückenwand              | Bogenbrücke              | Beton       | 16         | 697          | Höchstgeschwindigkeit 30 km/h (Lastwagen) Höchstgewicht 16 t Wanderweg |
|      | Le Moulin-Brücke             | Courtelary        |      | Strassenbrücke (zweispurig) mit Rohrleitung an der Brückenwand              | Balkenbrücke             | Beton       | 16         | 696          | Höchstgeschwindigkeit 30 km/h (Lastwagen) Höchstgewicht 8 t Wanderweg |
|      | La Fleur de Lys-Brücke       | Courtelary        |      | Strassenbrücke (zweispurig) mit Trottoirs                                   | Balkenbrücke             | Beton       | 10         | 694          | Höchstgeschwindigkeit 20 km/h (Lastwagen) |
|      | La Châtelaine-Brücke         | Courtelary        |      | Strassenbrücke (einspurig)                                                  | Balkenbrücke             | Beton       | 18         | 693          | Höchstgeschwindigkeit 30 km/h Höchstgewicht 3,5 t Wanderweg |
|      | Pont de Pierre-Brücke        | Courtelary        |      | Strassenbrücke (zweispurig)                                                 | Balkenbrücke             | Beton       | 18         | 688          | Höchstgeschwindigkeit 30 km/h (Lastwagen) Höchstgewicht 8 t Wanderweg |
|      | Courtelary-Brücke            | Courtelary        |      | Fussgänger- und Velobrücke                                                  | Gedeckte Brücke          | Holz        | 13         | 687          | Gedeckte Holzbrücke mit Trapezhängewerk Fahrverbot für Motorwagen, Motorräder und Motorfahrräder Metallpoller dienen als Durchfahrtssperre. Wanderweg                                                                   |
|      | Unbenannte Brücke            | Cortébert         |      | Strassenbrücke (einspurig) mit Rohrleitung an der Brückenseite              | Balkenbrücke             | Beton       | 16         | 680          | Betonbalkenbrücke mit flachem Bogen, gebaut 1930/31 Zufahrt zu den Gebäuden Clos Taureau 104a, 104b und 104c. Wanderweg                                                                                                 |
|      | Unbenannte Brücke            | Cortébert         |      | Strassenbrücke (zweispurig) mit Rohrleitung an der Brückenwand              | Balkenbrücke             | Beton       | 16         | 678          | Wanderweg |
|      | Grand-Rue-Brücke             | Cortébert         |      | Strassenbrücke (zweispurig) mit Trottoir                                    | Balkenbrücke             | Beton       | 16         | 677          | Gebaut 1931 Höchstgeschwindigkeit 80 km/h PostAuto-Buslinie 156 (La Chaux-de-Fonds–Sonceboz-Sombeval (Mobinight)) |
|      | Les Chéseaux-Brücke          | Cortébert         |      | Strassenbrücke (zweispurig) mit Trottoir                                    | Balkenbrücke             | Beton       | 21         | 676          | Höchstgeschwindigkeit 30 km/h (Lastwagen) Höchstgewicht 28 t Wanderweg |
|      | Unbenannter Steg             | Cortébert         |      | Fussgängerbrücke                                                            | Balkenbrücke             | Stahl       | 15         | 673          | |
|      | SBB-Brücke                   | Cortébert         |      | Eisenbahnbrücke (eingleisig)                                                | Balkenbrücke             | Beton       | 15         | 670          | Höchstgeschwindigkeit 110 km Bahnstrecke Biel/Bienne–La Chaux-de-Fonds |
|      | Unbenannter Steg             | Cortébert         |      | Fussgänger- und Velobrücke                                                  | Balkenbrücke             | Stahl       | 15         | 670          | Gebaut 2018 Wanderweg |
|      | Unbenannter Steg             | Cortébert         |      | Fussgänger- und Velobrücke                                                  | Balkenbrücke             | Stahl       | 10         | 670          | Gebaut 2018 Wanderweg |
|      | La Courtine-Brücke           | Corgémont         |      | Strassenbrücke (einspurig)                                                  | Balkenbrücke             | Beton       | 11         | 665          | Höchstgeschwindigkeit 20 km/h (Lastwagen) Höchstgewicht 18 t Wanderweg |
|      | Unbenannter Steg             | Corgémont         |      | Fussgängerbrücke                                                            | Balkenbrücke             | Stahl       | 9          | 661          | |
|      | Unbenannte Brücke            | Corgémont         |      | Fussgänger- und Velobrücke                                                  | Bogenbrücke              | Stahl       | 26         | 659          | Verbot für Tiere (Pferd) |
|      | Quart-Dessous-Brücke         | Corgémont         |      | Strassenbrücke (zweispurig)                                                 | Bogenbrücke              | Stein       | 22         | 656          | Regional schützenswertes Bauwerk, gebaut 1. Hälfte 19. Jh. Höchstgeschwindigkeit 20 km/h (Lastwagen) Wanderweg |
|      | SBB-Brücke                   | Corgémont         |      | Eisenbahnbrücke (zweigleisig)                                               | Balkenbrücke             | Beton Stein | 30         | 655          | Höchstgeschwindigkeit 80 km/h Bahnstrecke Biel/Bienne–La Chaux-de-Fonds Bahnstrecke Sonceboz-Sombeval–Moutier |
|      | Unbenannter Steg             | Corgémont         |      | Fussgängerbrücke                                                            | Balkenbrücke             | Stahl       | 11         | 655          | Verbot für Tiere (Pferd) Wanderweg |
|      | Rue de la Gare-Brücke        | Sonceboz-Sombeval |      | Strassenbrücke (zweispurig) mit Trottoirs                                   | Balkenbrücke             | Beton       | 18         | 648          | Wanderweg |
|      | Rue des Prés-Brücke          | Sonceboz-Sombeval |      | Strassenbrücke (zweispurig) mit Trottoir und Rohrleitung an der Brückenwand | Balkenbrücke             | Beton       | 20         | 644          | Höchstgeschwindigkeit 30 km/h Die hydrometrische Messstation Suze - Sonceboz (2307) vom Bundesamt für Umwelt (BAFU) befindet sich 100 m flussabwärts auf der rechten Flussseite.                                        |
|      | Rue de la Gare-Brücke        | Sonceboz-Sombeval |      | Strassenbrücke (zweispurig) mit Trottoirs                                   | Balkenbrücke             | Beton       | 18         | 643          | Gebaut 1932–1935 Mountainbike-Route 44 Chasseral–Weissenstein Bike (Etappe 2 Sonceboz–Weissenstein) Veloland-Route 64 Lötschberg–Jura (Etappe 3 Biel–Delémont) Wanderland-Route 80 ViaJura (Etappe 6 Sornetan–Sonceboz) |

### JuraklusundTaubenlochschlucht
46 Übergänge überqueren den Fluss in diesem Abschnitt.
| Bild                | Name                        | Ort                 | Lage | Funktion                                                          | Konstruktion               | Material    | Länge in m | Höhe m ü. M. | Bemerkungen |
| ------------------- | --------------------------- | ------------------- | ---- | ----------------------------------------------------------------- | -------------------------- | ----------- | ---------- | ------------ | --- |
|                     | SBB-Brücke                  | Sonceboz-Sombeval   |      | Eisenbahnbrücke (eingleisig)                                      | Balkenbrücke               | Stahl       | 40         | 639          | Höchstgeschwindigkeit 90 km/h Bahnstrecke Biel/Bienne–La Chaux-de-Fonds |
|                     | Unbenannte Brücke           | Sonceboz-Sombeval   |      | Rohrleitungsbrücke Fussgängerbrücke                               | Balkenbrücke               | Stahl       | 18         | 635          | Wasserrohrleitungsbrücke mit öffentlichem Fusssteg. Übergang ist nicht behindertengerecht (Treppe). |
|                     | A16-Brücke (Transjurane)    | Sonceboz-Sombeval   |      | Autobahnbrücke (vierspurig) mit zwei Standspuren                  | Hohlkastenbrücke           | Beton       | 230        | 630          | Eröffnet 1997 Höchstgeschwindigkeit 120 km/h |
|                     | STEP-Brücke                 | Sonceboz-Sombeval   |      | Fussgängerbrücke                                                  | Balkenbrücke               | Holz        | 14         | 625          | Gebaut 1998 |
|                     | Unbenannte Brücke           | Sonceboz-Sombeval   |      | Strassenbrücke (zweispurig) mit Trottoir                          | Balkenbrücke               | Beton       | 70         | 621          | A16-Autobahnzubringer Anschluss 18 Sonceboz |
|                     | Unbenannte Brücke           | Sonceboz-Sombeval   |      | Feldwegbrücke                                                     | Balkenbrücke               | Beton       | 12         | 621          | Flussabwärts befindet sich das national geschützte Amphibienlaichgebiet Sessenais. |
|                     | SBB-Brücke                  | La Heutte           |      | Eisenbahnbrücke (eingleisig)                                      | Balkenbrücke               | Beton       | 17         | 616          | Höchstgeschwindigkeit 90 km/h Bahnstrecke Biel/Bienne–La Chaux-de-Fonds Das Bauwerk befindet sich im national geschützten Amphibienlaichgebiet Sessenais. |
|                     | SBB-Brücke                  | La Heutte           |      | Eisenbahnbrücke (eingleisig)                                      | Balkenbrücke               | Beton       | 17         | 612          | Höchstgeschwindigkeit 90 km/h Bahnstrecke Biel/Bienne–La Chaux-de-Fonds Das Bauwerk befindet sich im national geschützten Amphibienlaichgebiet Sessenais. |
|                     | Chemin du Pont-Brücke       | La Heutte           |      | Strassenbrücke (zweispurig)                                       | Bogenbrücke                | Stein Beton | 33         | 605          | Regional schützenswertes Bauwerk, gebaut 1770, restauriert 1990/91 Höchstgeschwindigkeit 30 km/h Höchstgewicht 40 t Wanderland-Route 80 ViaJura (Etappe 7 Sonceboz–Biel) Die Brücke überquert neben dem Fluss auch noch einen Industriekanal.                                                      |
|                     | Unbenannte Brücke           | La Heutte           |      | Strassenbrücke (zweispurig)                                       | Balkenbrücke               | Beton       | 35         | 600          | Höchstgeschwindigkeit 60 km/h A16-Autobahnzubringer Anschluss 19 La Heutte |
|                     | Unbenannter Steg            | Péry                |      | Fussgängerbrücke                                                  | Balkenbrücke               | Stahl       | 20         | 595          | Privater Steg mit abschliessbarem Metalltor. Übergang ist nicht behindertengerecht (Treppe). |
|                     | Les Oeuches-Brücke          | Péry                |      | Strassenbrücke (zweispurig)                                       | Balkenbrücke               | Beton       | 17         | 594          | Gebaut 2001 Sackgasse Höchstgeschwindigkeit 30 km/h |
|                     | Unbenannte Brücke           | Péry                |      | Eisenbahnbrücke (eingleisig)                                      | Balkenbrücke               | Beton       | 25         | 592          | Privatareal der Vigier Cement AG |
|                     | A16-Brücke (Transjurane)    | Péry                |      | Autobahnbrücke (zweispurig)                                       | Balkenbrücke               | Beton       | 500        | 592          | Einbahnstrasse (Fahrtrichtung Loveresse) Höchstgeschwindigkeit 80 km/h Das Bauwerk überquert neben dem Fluss auch Bahngleise der Vigier Cement AG. |
|                     | Unbenannte Brücke           | Péry                |      | Strassenbrücke (einspurig)                                        | Balkenbrücke               | Beton       | 21         | 591          | Einfahrt verboten (Fahrtrichtung west) Privatareal der Vigier Cement AG |
| Förderband (hinten) | Zement-Förderband-Brücke    | Péry                |      | Förderband-Brücke                                                 | Balkenbrücke               | Stahl Beton | 140        | 589          | Das Bauwerk überquert neben dem Fluss auch die Route de Châtel, Bahngleise und die Hauptstrasse 6. Privatareal der Vigier Cement AG |
| Skyway (vorne)      | Skyway-Übergang             | Péry                |      | Bautenverbindungs-Brücke                                          | Balkenbrücke               | Stahl       | 15         | 589          | Privatareal der Vigier Cement AG |
|                     | Unbenannter Steg            | Péry                |      | Fussgängerbrücke                                                  | Balkenbrücke               | Stahl       | 12         | 589          | Privatareal der Vigier Cement AG |
|                     | Unbenannte Brücke           | Péry                |      | Strassenbrücke (zweispurig) mit Trottoir                          | Balkenbrücke               | Beton       | 13         | 588          | Privatareal der Vigier Cement AG |
|                     | Zement-Silo-Übergang        | Péry                |      | Bautenverbindungs-Brücke                                          | Balkenbrücke               | Stahl       | 40         | 588          | Privatareal der Vigier Cement AG |
|                     | Skyway-Übergang             | Péry                |      | Bautenverbindungs-Brücke                                          | Balkenbrücke               | Stahl       | 10         | 588          | Privatareal der Vigier Cement AG |
|                     | Unbenannte Brücke           | Péry                |      | Strassenbrücke (zweispurig)                                       | Balkenbrücke               | Beton       | 13         | 587          | Höchstgeschwindigkeit 20 km/h Privatareal der Vigier Cement AG |
|                     | Zement-Förderband-Brücke    | Péry                |      | Förderband-Brücke                                                 | Balkenbrücke               | Stahl Beton | 500        | 587          | Das Bauwerk überquert neben dem Fluss auch Bahngleise und zweimal die Hauptstrasse 6. Privatareal der Vigier Cement AG |
|                     | Unbenannter Steg            | Péry                |      | Fussgängerbrücke mit Rohrleitung an der Brückenseite              | Balkenbrücke               | Stahl       | 20         | 586          | Privatareal der Vigier Cement AG Hydrologische Messstation A024 des Amts für Wasser und Abfall des Kantons Bern befindet sich bei der Brücke. |
|                     | Unbenannte Brücke           | Péry                |      | Eisenbahnbrücke (eingleisig)                                      | Bogenbrücke Fachwerkbrücke | Stahl       | 30         | 586          | Allgemeines Fahrverbot: ausgenommen Eisenbahn Verbot für Fussgänger Privatareal der Vigier Cement AG |
|                     | Unbenannte Brücke           | Péry                |      | Strassenbrücke (zweispurig) 235.2                                 | Balkenbrücke               | Beton       | 170        | 585          | Verbindungsstrasse zwischen den getrennten Richtungsfahrbahnen der A16. Das Bauwerk überquert neben dem Fluss auch Bahngleise. |
|                     | Unbenannte Brücke           | Péry                |      | Strassenbrücke (einspurig)                                        | Balkenbrücke               | Beton       | 16         | 585          | Allgemeines Fahrverbot Wanderland-Route 80 ViaJura (Etappe 7 Sonceboz–Biel) |
|                     | Unbenannter Steg            | Péry                |      | Fussgängerbrücke                                                  | Balkenbrücke               | Beton       | 18         | 538          | |
|                     | Route de la Fabrique-Brücke | Frinvillier         |      | Strassenbrücke (einspurig)                                        | Balkenbrücke               | Beton       | 15         | 527          | Renoviert 2022 Wanderland-Route 80 ViaJura (Etappe 7 Sonceboz–Biel) |
|                     | Merlinquelle-Brücke         | Frinvillier         |      | Fussgängerbrücke                                                  | Balkenbrücke               | Beton       | 18         | 524          | Die Brücke wurde um 1960 beim Bau eines neuen Fassungsbauwerks über der Merlinquelle erstellt. |
|                     | Rue Principale-Brücke       | Frinvillier – Orvin |      | Strassenbrücke (zweispurig) mit Trottoir 235.2                    | Bogenbrücke                | Stein       | 55         | 519          | Regional schützenswertes Bauwerk, gebaut 1865 VB-Buslinien 70 (Biel/Bienne–Les Prés-d'Orvin) und 71 (Biel/Bienne–Romont) Wanderland-Route 5 Jura-Höhenweg (Etappe 7 Frinvillier–Chasseral) Während des Zweiten Weltkriegs wurde an der Brücke von der Schweizer Armee ein Sprengobjekt angebracht. |
|                     | Chemin du Taubenloch-Brücke | Frinvillier – Orvin |      | Strassenbrücke (einspurig) mit Rohrleitung unterhalb der Fahrbahn | Balkenbrücke               | Stahl       | 12         | 518          | Eisenbrücke, gebaut um 1900 Während des Zweiten Weltkriegs wurde an der Brücke von der Schweizer Armee ein Sprengobjekt angebracht. |
|                     | Aquädukt-Steg               | Frinvillier         |      | Fussgängerbrücke mit abschliessbarem Tor                          | Balkenbrücke               | Beton       | 80         | 514          | Wanderland-Route 80 ViaJura (Etappe 7 Sonceboz–Biel) |
|                     | Aquädukt-Brücke             | Frinvillier         |      | Aquäduktbrücke                                                    | Balkenbrücke               | Beton       | 80         | 514          | |
|                     | Unbenannter Steg            | Biel/Bienne         |      | Wehrbrücke                                                        | Balkenbrücke               | Stahl Beton | 24         | 514          | Privater Übergang |
|                     | Hauptstrasse-Brücke         | Biel/Bienne         |      | Strassenbrücke (zweispurig) mit Velostreifenmarkierung            | Balkenbrücke               | Beton       | 80         | 508          | Einbahnstrasse (Fahrtrichtung Loveresse) Höchstgeschwindigkeit 80 km/h |
|                     | Taubenlochschlucht-Steg     | Biel/Bienne         |      | Fussgängerbrücke                                                  | Balkenbrücke               | Stahl       | 8          | 506          | Wanderland-Route 38 ViaBerna (Etappe 5 Magglingen–Biel) und Route 80 ViaJura (Etappe 7 Sonceboz–Biel) |
|                     | Taubenloch-Brücke           | Biel/Bienne         |      | Strassenbrücke (zweispurig)                                       | Bogenbrücke                | Stein       | 35         | 504          | National schützenswertes Bauwerk, gebaut 1856–1858 Höchstgewicht 32 t |
|                     | Taubenlochschlucht-Steg     | Biel/Bienne         |      | Fussgängerbrücke                                                  | Balkenbrücke               | Beton       | 8          | 502          | Wanderland-Route 38 ViaBerna (Etappe 5 Magglingen–Biel) und Route 80 ViaJura (Etappe 7 Sonceboz–Biel) |
|                     | Kraftwerk Taubenloch-Brücke | Biel/Bienne         |      | Fussgängerbrücke                                                  | Balkenbrücke               | Stahl       | 20         | 499          | Zugang zum Kraftwerk Taubenlochschlucht |
|                     | Taubenlochschlucht-Steg     | Biel/Bienne         |      | Fussgängerbrücke                                                  | Balkenbrücke               | Beton       | 12         | 487          | Wanderland-Route 38 ViaBerna (Etappe 5 Magglingen–Biel) und Route 80 ViaJura (Etappe 7 Sonceboz–Biel) |
|                     | SBB-Brücke                  | Biel/Bienne         |      | Eisenbahnbrücke (eingleisig)                                      | Bogenbrücke                | Stein       | 75         | 486          | Höchstgeschwindigkeit 75 km/h Bahnstrecke Biel/Bienne–La Chaux-de-Fonds |
|                     | Taubenlochschlucht-Steg     | Biel/Bienne         |      | Fussgängerbrücke                                                  | Balkenbrücke               | Stahl       | 8          | 486          | Wanderland-Route 38 ViaBerna (Etappe 5 Magglingen–Biel) und Route 80 ViaJura (Etappe 7 Sonceboz–Biel) |
|                     | A16-Brücke (Transjurane)    | Biel/Bienne         |      | Autobahnbrücke (vierspurig) mit zwei Standspuren                  | Bogenbrücke                | Beton       | 350        | 486          | Höchstgeschwindigkeit 80 km/h Die Bauwerke überqueren neben dem Fluss auch die Bahnstrecke Biel/Bienne–La Chaux-de-Fonds und die Hauptstrasse 6. |
|                     | Unbenannter Steg            | Biel/Bienne         |      | Fussgängerbrücke                                                  | Bogenbrücke                | Stein       | 11         | 478          | Schützenswerte Brücke, gebaut 1889. Übergang ist nicht mehr begehbar. |
|                     | Unbenannte Brücke           | Biel/Bienne         |      | Fussgängerbrücke                                                  | Bogenbrücke                | Stahl       | 11         | 474          | Gebaut 2015, ersetzte Brücke von 1889 Da die alte schützenswerte Brücke nicht abgebrochen werden durfte, wurde die neue Stahlkonstruktion über die alte Brücke gestülpt. |

### Biel/Bienne: Hauptkanal
25 Übergänge überqueren den Hauptkanal in der Stadt Biel. Der 1825–1829 angelegte schnurgerade mittlere Lauf der Schüss dient zur raschen Abfuhr der Hochwasser in den Bielersee.
| Bild | Name                                                          | Ort         | Lage | Funktion                                                                     | Konstruktion | Material    | Länge in m | Höhe m ü. M. | Bemerkungen |
| ---- | ------------------------------------------------------------- | ----------- | ---- | ---------------------------------------------------------------------------- | ------------ | ----------- | ---------- | ------------ | --- |
|      | Solothurnstrasse-Brücke                                       | Biel/Bienne |      | Strassenbrücke (zweispurig) mit Trottoirs und Fussgängerstreifen             | Balkenbrücke | Beton       | 21         | 445          | Höchstgeschwindigkeit 50 km/h VB-Trolleybuslinie 1 (Löhre–Stadien) VB-Buslinie 2 (Brügg–Orpundplatz) asm-Buslinie 73 (Pieterlen–Reuchenette/Péry) |
|      | Unbenannter Steg                                              | Biel/Bienne |      | Fussgängerbrücke                                                             | Bogenbrücke  | Beton       | 17         | 441          | |
|      | Unbenannte Brücke                                             | Biel/Bienne |      | Fussgänger- und Velobrücke mit Rohrleitungen an den Brückenwänden            | Bogenbrücke  | Beton       | 20         | 440          | Skatingland-Route 3 Mittelland Skate (Etappe 8 Solothurn–Biel) Veloland-Route 50 Jurasüdfuss-Route (Etappe 2 Grenchen–Neuchâtel) |
|      | Mühlestrasse-Brücke                                           | Biel/Bienne |      | Strassenbrücke (zweispurig) mit Trottoirs und Rohrleitung an der Brückenwand | Balkenbrücke | Beton       | 30         | 439          | Höchstgeschwindigkeit 50 km/h VB-Trolleybuslinien 3 (Mösliacker–Vorhölzli) und 4 (Nidau, Burgerallee–Vorhölzli) Veloland-Route 24 Emmental–Entlebuch (Etappe 1 Biel–Burgdorf) |
|      | Forellenweg-Brücke                                            | Biel/Bienne |      | Fussgänger- und Velobrücke mit Rohrleitung an der Brückenwand                | Bogenbrücke  | Beton       | 21         | 438          | Gemeinsamer Velo- und Fussweg: Velo auf der Brücke stossen Kein Winterdienst Übergang zum Schüssinselpark, eröffnet 2017. |
|      | Rohrträger-Übergang                                           | Biel/Bienne |      | Rohrleitungsbrücke                                                           | Hängebrücke  | Stahl       | 15         | 437          | |
|      | Gottstattstrasse-Brücke                                       | Biel/Bienne |      | Strassenbrücke (zweispurig) mit Trottoirs und Rohrleitung an der Brückenwand | Balkenbrücke | Beton       | 32         | 437          | Höchstgeschwindigkeit 30 km/h asm-Buslinie 72 (Biel/Bienne Bahnhof–Meinisberg) |
|      | Unbenannte Brücke                                             | Biel/Bienne |      | Rohrleitungsbrücke mit Werksteg                                              | Balkenbrücke | Beton       | 40         | 437          | Private Brücke mit abschliessbarem Metalltor. Übergang ist nicht behindertengerecht (Treppen). |
|      | Rohrträger-Übergang                                           | Biel/Bienne |      | Rohrleitungsbrücke                                                           | Hängebrücke  | Stahl       | 20         | 436          | |
|      | Unbenannter Steg                                              | Biel/Bienne |      | Wehrbrücke                                                                   | Balkenbrücke | Stahl       | 15         | 436          | Schützenswerte Schleusenanlage, regelt die Wassermengen bei der Teilung der Schüss in Hauptkanal, Biel- und Madretschschüss. Wanderland-Route 38 ViaBerna (Etappe 5 Magglingen–Biel) |
|      | Unbenannte Brücke                                             | Biel/Bienne |      | Fussgänger- und Velobrücke                                                   | Bogenbrücke  | Beton       | 18         | 434          | Verbot für Motorwagen und Motorräder Skatingland-Route 3 Mittelland Skate (Etappe 8 Solothurn–Biel) Veloland-Route 24 Emmental–Entlebuch (Etappe 1 Biel–Burgdorf) und Route 50 Jurasüdfuss-Route (Etappe 2 Grenchen–Neuchâtel) Wanderland-Route 38 ViaBerna (Etappe 5 Magglingen–Biel) Hydrologische Messstation A067.1 des Amts für Wasser und Abfall des Kantons Bern befindet sich flussabwärts auf der rechten Flussseite. |
|      | Unbenannter Steg                                              | Biel/Bienne |      | Fussgängerbrücke                                                             | Balkenbrücke | Stahl       | 14         | 432          | Gebaut 1978 Allgemeines Fahrverbot |
|      | Jurastrasse-Brücke                                            | Biel/Bienne |      | Strassenbrücke (zweispurig) mit Trottoirs                                    | Balkenbrücke | Beton       | 14         | 431          | Höchstgeschwindigkeit 50 km/h VB-Buslinie 2 (Brügg–Orpundplatz) asm-Buslinie 72 (Biel/Bienne Bahnhof–Meinisberg) |
|      | Neumarktstrasse-Brücke                                        | Biel/Bienne |      | Strassenbrücke (zweispurig) mit Trottoirs und Fussgängerstreifen             | Balkenbrücke | Beton       | 12         | 430          | Höchstgeschwindigkeit 50 km/h Veloland-Route 24 Emmental–Entlebuch (Etappe 1 Biel–Burgdorf) und Route 50 Jurasüdfuss-Route (Etappe 2 Grenchen–Neuchâtel) |
|      | Gartenstrasse-Brücke                                          | Biel/Bienne |      | Strassenbrücke (zweispurig) mit Trottoirs                                    | Balkenbrücke | Beton       | 12         | 430          | Fahrverbot für Motorwagen, Motorräder und Motorfahrräder: Ausgenommen Bus VB-Trolleybuslinien 3 (Mösliacker–Vorhölzli) und 4 (Nidau, Burgerallee–Vorhölzli) |
|      | Zentralplatz-Übergang                                         | Biel/Bienne |      | Strassenplatz (rechteckiges Feld)                                            | Balkenbrücke | Beton Stahl | 15         | 430          | Die Eisenbrücke wurde 1871 erstellt und 1901 erweitert. Begegnungszone Skatingland-Route 3 Mittelland Skate (Etappe 8 Solothurn–Biel) Nahverkehrsknotenpunkt, an dem fast alle Linien halten. |
|      | Karl-Neuhaus-Strasse-Brücke                                   | Biel/Bienne |      | Strassenbrücke (zweispurig) mit Trottoirs                                    | Balkenbrücke | Beton       | 14         | 430          | Höchstgeschwindigkeit 30 km/h Heute als Spielplatz genutzt |
|      | Unbenannte Brücke (Spitalstrasse und Albrecht-Haller-Strasse) | Biel/Bienne |      | Strassenbrücke (zweispurig) mit Trottoirs                                    | Balkenbrücke | Beton       | 14         | 430          | Höchstgeschwindigkeit 50 km/h VB-Buslinie 11 (Biel Bahnhof–Rebenweg) |
|      | Viaduktstrasse-Brücke                                         | Biel/Bienne |      | Strassenbrücke (zweispurig) mit Trottoirs                                    | Balkenbrücke | Beton       | 14         | 430          | Höchstgeschwindigkeit 30 km/h Skatingland-Route 3 Mittelland Skate (Etappe 8 Solothurn–Biel) |
|      | Dammweg-Brücke                                                | Biel/Bienne |      | Fussgänger- und Velobrücke                                                   | Balkenbrücke | Beton       | 14         | 430          | Gemeinsamer Velo- und Fussweg Metallpoller dient als Durchfahrtssperre |
|      | SBB-Brücke                                                    | Biel/Bienne |      | Eisenbahnbrücke (vielgleisig)                                                | Balkenbrücke | Stein Beton | 30         | 430          | Bahnstrecke Biel/Bienne–La Chaux-de-Fonds: Eingleisig, Höchstgeschwindigkeit 70 km/h Bahnstrecke Lausanne–Biel/Bienne: Zweigleisig, Höchstgeschwindigkeit 135 km/h |
|      | Ländtestrasse-Brücke                                          | Biel/Bienne |      | Strassenbrücke (zweispurig) mit Trottoirs                                    | Balkenbrücke | Beton       | 14         | 430          | Höchstgeschwindigkeit 50 km/h Höchstgewicht 2 t (Trottoir) VB-Buslinie 11 (Biel Bahnhof–Rebenweg) |
|      | Unbenannter Steg                                              | Biel/Bienne |      | Fussgängerbrücke                                                             | Balkenbrücke | Beton       | 14         | 430          | |
|      | Unbenannte Brücke                                             | Biel/Bienne |      | Fussgänger- und Velobrücke                                                   | Bogenbrücke  | Beton       | 14         | 430          | Erhaltenswerte Brücke, gebaut um 1930 Wanderland-Route 38 ViaBerna (Etappe 5 Magglingen–Biel) |
|      | Unbenannte Brücke                                             | Biel/Bienne |      | Fussgängerbrücke                                                             | Balkenbrücke | Beton       | 14         | 430          | |

### Biel/Bienne: Bielschüss
28 Übergänge überqueren die Bielschüss. Sie durchfliesst teilweise eingedolt die Altstadt und wird nachher von der Schüsspromenade begleitet, worauf sie in den Hauptkanal mündet.
| Bild | Name                                    | Ort         | Lage | Funktion                                                         | Konstruktion  | Material | Länge in m | Höhe m ü. M. | Bemerkungen |
| ---- | --------------------------------------- | ----------- | ---- | ---------------------------------------------------------------- | ------------- | -------- | ---------- | ------------ | --- |
|      | Unbenannter Steg                        | Biel/Bienne |      | Wehrbrücke                                                       | Balkenbrücke  | Stahl    | 6          | 434          | Schützenswerte Schleusenanlage, regelt die Wassermengen bei der Teilung der Schüss in Hauptkanal, Biel- und Madretschschüss. Wanderland-Route 38 ViaBerna (Etappe 5 Magglingen–Biel)                                                                      |
|      | Unbenannter Steg                        | Biel/Bienne |      | Wehrbrücke                                                       | Balkenbrücke  | Stahl    | 8          | 434          | Privater Übergang |
|      | Oberer Quai-Brücke                      | Biel/Bienne |      | Strassenbrücke (zweispurig) mit Trottoir und Velostreifen        | Balkenbrücke  | Beton    | 8          | 434          | Höchstgeschwindigkeit 50 km/h VB-Buslinie 2 (Brügg–Orpundplatz) Skatingland-Route 3 Mittelland Skate (Etappe 8 Solothurn–Biel) Veloland-Route 24 Emmental–Entlebuch (Etappe 1 Biel–Burgdorf) und Route 50 Jurasüdfuss-Route (Etappe 2 Grenchen–Neuchâtel) |
|      | Unbenannter Steg                        | Biel/Bienne |      | Fussgängerbrücke                                                 | Bogenbrücke   | Beton    | 10         | 434          | Brücke mit abschliessbarem Metalltor. Übergang vom Schleusenweg zum Stadtpark. |
|      | General-Dufour-Strasse-Brücke           | Biel/Bienne |      | Strassenbrücke (zweispurig) mit Trottoirs und Fussgängerstreifen | Tunnel        | Beton    | 7          | 434          | Höchstgeschwindigkeit 50 km/h VB-Trolleybuslinien 3 (Mösliacker–Vorhölzli) und 4 (Nidau, Burgerallee–Vorhölzli) |
|      | Mittelstrasse-Steg                      | Biel/Bienne |      | Fussgängerbrücke                                                 | Balkenbrücke  | Beton    | 6          | 434          | Fahrverbot für Motorwagen, Motorräder und Motorfahrräder |
|      | Freiestrasse-Brücke                     | Biel/Bienne |      | Fussgängerbrücke                                                 | Balkenbrücke  | Beton    | 6          | 434          | Allgemeines Fahrverbot Bewegliche Metallschranken dienen als Durchfahrtssperre. |
|      | Georg-Friedrich-Heilmann-Strasse-Brücke | Biel/Bienne |      | Strassenbrücke (zweispurig) mit Trottoirs und Velostreifen       | Tunnel        | Beton    | 7          | 434          | Höchstgeschwindigkeit 50 km/h VB-Trolleybuslinie 1 (Löhre–Stadien) |
|      | Unbenannter Steg                        | Biel/Bienne |      | Fussgängerbrücke                                                 | Balkenbrücke  | Beton    | 5          | 434          | Übergang mit abschliessbarem Metalltor. Zugang zum Gebäude Bubenberg-Strasse 15. |
|      | Bubenberg-Strasse-Brücke                | Biel/Bienne |      | Strassenbrücke (zweispurig) mit Trottoirs und Parkplatz          | Balkenbrücke  | Beton    | 8          | 434          | Höchstgeschwindigkeit 50 km/h |
|      | Grand Garage du Jura-Gebäude            | Biel/Bienne |      | Gebäude-«Brücke»                                                 | Bachdurchlass | Beton    | 8          | 434          | Schützenswertes Gebäude, gebaut 1928/29 |
|      | Adam-Göuffi-Strasse-Brücke              | Biel/Bienne |      | Strassenbrücke (zweispurig) mit Trottoirs und Velostreifen       | Tunnel        | Beton    | 8          | 434          | Höchstgeschwindigkeit 50 km/h VB-Buslinien 70 (Biel/Bienne–Les Prés-d'Orvin) und 71 (Biel/Bienne–Romont) |
|      | Jurastrasse-Brücke                      | Biel/Bienne |      | Strassenbrücke (zweispurig) mit Trottoirs                        | Tunnel        | Beton    | 12         | 433          | Höchstgeschwindigkeit 50 km/h |
|      | Unbenannte Brücke                       | Biel/Bienne |      | Fussgängerbrücke                                                 | Balkenbrücke  | Beton    | 6          | 433          | Zugang zu den Gebäuden Seevorstadt 64 und Seevorstadt 66. |
|      | Rüschlistrasse-Brücke                   | Biel/Bienne |      | Strassenbrücke (zweispurig) mit Trottoirs                        | Bogenbrücke   | Beton    | 6          | 433          | Höchstgeschwindigkeit 30 km/h |
|      | Unbenannte Brücke                       | Biel/Bienne |      | Fussgängerbrücke                                                 | Balkenbrücke  | Stahl    | 4          | 433          | Zugang zum Gebäude Seevorstadt 58. |
|      | Unbenannte Brücke                       | Biel/Bienne |      | Fussgängerbrücke                                                 | Balkenbrücke  | Beton    | 4          | 433          | Zugang zum Gebäude Seevorstadt 56. |
|      | Unbenannte Brücke                       | Biel/Bienne |      | Fussgängerbrücke                                                 | Balkenbrücke  | Stahl    | 4          | 433          | Zugang zum Gebäude Seevorstadt 52. |
|      | Unbenannte Brücke                       | Biel/Bienne |      | Fussgängerbrücke                                                 | Balkenbrücke  | Stahl    | 4          | 433          | Brücke mit abschliessbarem Metalltor. Zugang zum Gebäude Schüsspromenade 26. |
|      | Unbenannte Brücke                       | Biel/Bienne |      | Fussgänger- und Velobrücke                                       | Balkenbrücke  | Stahl    | 4          | 433          | |
|      | Unbenannte Brücke                       | Biel/Bienne |      | Fussgängerbrücke                                                 | Balkenbrücke  | Stahl    | 4          | 433          | Hinweistafel am abschliessbaren Metalltor: Unbefugten ist der Eintritt nicht gestattet. Privater Zugang zum Gebäude Schüsspromenade 16. |
|      | Spitalstrasse-Brücke                    | Biel/Bienne |      | Strassenbrücke (zweispurig) mit Trottoirs                        | Balkenbrücke  | Beton    | 12         | 433          | Die Brücke wurde 1902 erstellt. Höchstgeschwindigkeit 50 km/h VB-Buslinie 11 (Biel Bahnhof–Rebenweg) |
|      | Wehrsteg                                | Biel/Bienne |      | Wehrbrücke                                                       | Balkenbrücke  | Stahl    | 10         | 433          | Privater Übergang |
|      | Unbenannte Brücke                       | Biel/Bienne |      | Fussgängerbrücke                                                 | Balkenbrücke  | Stahl    | 8          | 433          | Privater Zugang zum Gebäude Schüsspromenade 14. |
|      | Unbenannte Brücke                       | Biel/Bienne |      | Fussgängerbrücke                                                 | Balkenbrücke  | Stahl    | 8          | 433          | Brücke mit abschliessbarem Metalltor. Zugang zum Restaurant ecluse. Das Gebäude Schüsspromenade 14d ist eine alte Kompassfabrik, die 2002 renoviert und in ein Restaurant umgewandelt wurde.                                                              |
|      | Wehrsteg                                | Biel/Bienne |      | Wehrbrücke                                                       | Balkenbrücke  | Stahl    | 8          | 433          | Privater Übergang |
|      | Viaduktstrasse-Brücke                   | Biel/Bienne |      | Strassenbrücke (zweispurig) mit Trottoirs                        | Balkenbrücke  | Beton    | 15         | 433          | Höchstgeschwindigkeit 30 km/h |
|      | Unterer Quai-Brücke                     | Biel/Bienne |      | Fussgänger- und Velobrücke                                       | Balkenbrücke  | Stahl    | 8          | 433          | Wanderland-Route 38 ViaBerna (Etappe 5 Magglingen–Biel) |

### Biel/Bienne: Madretschschüss
14 Übergänge überqueren die teilweise eingedolte Madretschschüss. Sie dient als Gewerbekanal und fliesst direkt in die Alte Zihl.
| Bild | Name                  | Ort         | Lage | Funktion                                                         | Konstruktion  | Material | Länge in m | Höhe m ü. M. | Bemerkungen |
| ---- | --------------------- | ----------- | ---- | ---------------------------------------------------------------- | ------------- | -------- | ---------- | ------------ | --- |
|      | Unbenannter Steg      | Biel/Bienne |      | Wehrbrücke                                                       | Balkenbrücke  | Stahl    | 6          | 434          | Schützenswerte Schleusenanlage, regelt die Wassermengen bei der Teilung der Schüss in Hauptkanal, Biel- und Madretschschüss. Wanderland-Route 38 ViaBerna (Etappe 5 Magglingen–Biel)                  |
|      | Unbenannter Steg      | Biel/Bienne |      | Wehrbrücke                                                       | Balkenbrücke  | Stahl    | 20         | 434          | |
|      | Unbenannte Brücke     | Biel/Bienne |      | Strassenbrücke (einspurig)                                       | Balkenbrücke  | Beton    | 8          | 434          | Wanderland-Route 38 ViaBerna (Etappe 5 Magglingen–Biel) |
|      | Unbenannte Brücke     | Biel/Bienne |      | Strassenbrücke (zweispurig)                                      | Balkenbrücke  | Beton    | 10         | 434          | Höchstgeschwindigkeit 10 km/h Zufahrt zum SBB Industriewerk ist durch eine Barriere geregelt. Zutritt für Unbefugte verboten.                                                                         |
|      | Holunderweg-Brücke    | Biel/Bienne |      | Fussgänger- und Velobrücke                                       | Balkenbrücke  | Beton    | 8          | 434          | |
|      | Jurastrasse-Brücke    | Biel/Bienne |      | Strassenbrücke (zweispurig) mit Trottoirs und Fussgängerstreifen | Balkenbrücke  | Beton    | 9          | 434          | Höchstgeschwindigkeit 50 km/h |
|      | Silbergasse-Brücke    | Biel/Bienne |      | Strassenbrücke (zweispurig) mit Trottoirs                        | Balkenbrücke  | Beton    | 7          | 434          | Höchstgeschwindigkeit 50 km/h VB-Buslinie 9 (Biel/Bienne Schiffländte–Bahnhof–Schulen Linde) |
|      | Unbenannte Brücke     | Biel/Bienne |      | Vorplatz                                                         | Balkenbrücke  | Beton    | 7          | 434          | Privater Parkplatz und Garagenausfahrt |
|      | Mattenstrasse-Brücke  | Biel/Bienne |      | Strassenbrücke (zweispurig) mit Trottoirs                        | Balkenbrücke  | Beton    | 12         | 433          | Höchstgeschwindigkeit 50 km/h |
|      | Zentralstrasse-Brücke | Biel/Bienne |      | Strassenbrücke (dreispurig) mit Trottoirs                        | Bachdurchlass | Beton    | 7          | 433          | Höchstgeschwindigkeit 50 km/h VB-Buslinien 1 (Biel/Bienne Löhre–Bahnhof–Stadien) und 8 (Biel/Bienne Klinik Linde–Bahnhof–Fuchsenried) asm-Buslinien 74 (Biel/Bienne–Lyss) und 75 (Biel/Bienne–Orpund) |
|      | Zukunftstrasse-Brücke | Biel/Bienne |      | Strassenbrücke (zweispurig) mit Trottoirs                        | Balkenbrücke  | Beton    | 6          | 433          | Höchstgeschwindigkeit 50 km/h |
|      | Murtenstrasse-Brücke  | Biel/Bienne |      | Strassenbrücke (zweispurig) mit Trottoir und Tramgleis           | Balkenbrücke  | Beton    | 12         | 433          | Höchstgeschwindigkeit 50 km/h VB-Buslinie 2 (Brügg–Orpundplatz) VB-Trolleybuslinie 3 (Mösliacker–Vorhölzli)                                                                                           |
|      | Rohrträger-Brücke     | Biel/Bienne |      | Rohrleitungsbrücke                                               | Balkenbrücke  | Stahl    | 6          | 433          | |
|      | Bernstrasse-Brücke    | Biel/Bienne |      | Strassenbrücke (fünfspurig) mit Trottoir                         | Balkenbrücke  | Beton    | 15         | 433          | Höchstgeschwindigkeit 50 km/h |

### Biel/Bienne: Steblerkanal
Sechs Übergänge führen über den Kanal zur Schüssinsel.
| Bild | Name                 | Ort         | Lage | Funktion                   | Konstruktion | Material     | Länge in m | Höhe m ü. M. | Bemerkungen |
| ---- | -------------------- | ----------- | ---- | -------------------------- | ------------ | ------------ | ---------- | ------------ | --- |
|      | Unbenannte Brücke    | Biel/Bienne |      | Fussgänger- und Velobrücke | Balkenbrücke | Beton        | 11         | 438          | Gemeinsamer Velo- und Fussweg Metallpoller dienen als Durchfahrtssperre. Veloland-Route 24 Emmental–Entlebuch (Etappe 1 Biel–Burgdorf) und Route 50 Jurasüdfuss-Route (Etappe 2 Grenchen–Neuchâtel) Wanderland-Route 38 ViaBerna (Etappe 5 Magglingen–Biel) Übergang zum Schüssinselpark, eröffnet 2017. |
|      | Unbenannte Brücke    | Biel/Bienne |      | Fussgänger- und Velobrücke | Balkenbrücke | Stahl        | 16         | 438          | Gemeinsamer Velo- und Fussweg: Velo auf der Brücke stossen Kein Winterdienst Metallpoller dient als Durchfahrtssperre. Übergang zum Schüssinselpark, eröffnet 2017. |
|      | Unbenannte Brücke    | Biel/Bienne |      | Fussgänger- und Velobrücke | Balkenbrücke | Stahl        | 14         | 438          | Gemeinsamer Velo- und Fussweg: Velo auf der Brücke stossen Kein Winterdienst Übergang zum Schüssinselpark, eröffnet 2017. |
|      | Unbenannte Brücke    | Biel/Bienne |      | Fussgänger- und Velobrücke | Balkenbrücke | Stahl        | 19         | 438          | Gemeinsamer Velo- und Fussweg: Velo auf der Brücke stossen Kein Winterdienst Metallpoller dient als Durchfahrtssperre. Übergang zum Schüssinselpark, eröffnet 2017. |
|      | Unbenannter Übergang | Biel/Bienne |      | Fussgängerübergang         | Furt         | Steinbrocken | 4          | 438          | Hinweistafel bei abschliessbarem Tor: Durchgang auf eigene Gefahr! Jegliche Haftung wird abgelehnt. Übergang zum Schüssinselpark, eröffnet 2017. |
|      | Unbenannte Brücke    | Biel/Bienne |      | Fussgänger- und Velobrücke | Balkenbrücke | Beton        | 38         | 438          | Gemeinsamer Velo- und Fussweg Veloland-Route 24 Emmental–Entlebuch (Etappe 1 Biel–Burgdorf) und Route 50 Jurasüdfuss-Route (Etappe 2 Grenchen–Neuchâtel) Wanderland-Route 38 ViaBerna (Etappe 5 Magglingen–Biel) Übergang zum Schüssinselpark, eröffnet 2017.                                            |